# Calçoene
Calçoene é um município brasileiro no estado do Amapá, na região norte do país. Sua população estimada em 2021 era de 11 493 habitantes e a área total 14 231,783 km².

## História
As terras que compõem o contemporâneo município de Calçoene se situam na antiga Capitania do Cabo Norte, também chamada Costa do Cabo Norte, criada em 1634 pelo rei Felipe IV, da União Ibérica, por meio de Carta Régia datada de 14 de junho daquele ano. O rei ibérico acabou doando-a a Bento Maciel Parente. As terras dessa capitania se estendiam do rio Oiapoque até o rio Amazonas e, por este, até o rio Paru, onde se situava o atual território calçoenense.
A vila de Calçoene iniciou em frente à chamada "Cachoeira do Firmino", como era conhecido antigamente o povoado que originou o município, o qual era parte da província do Grão-Pará. Seus moradores viviam, basicamente, da exploração do ouro, nas minas do Lourenço, daí o nome da vila.[carece de fontes?]
No final do século XIX foi implantada na região uma colônia de imigrantes no contexto de uma iniciativa voltada para o povoamento do território brasileiro por braços assalariados provindos da Europa, tal qual ocorreu no mesmo período nas regiões Centro-Sul do Brasil.[carece de fontes?]
O governo do território, após a invasão de Caiena, resolveu retomar o povoado e suas terras, decretando a reincorporação da vila ao estado. Em 23 de maio de 1945 pelo Decreto-lei federal n.° 7.578 é criado o distrito municipal de Calçoense, cujo era subordinado ao munícipio de Amapá (município), 22 de dezembro de 1956, ocorreu a emancipação do distrito pela Lei nº 3.056,. que passou a se chamar Calçoene, a partir de Carsewenne, nome que os franceses e primeiros colonizadores deram ao rio que banha o município.
Etimologicamente, o toponímico Calçoene deriva de Carsewenne, nome que os franceses e primeiros colonizadores deram ao rio que banha o município, o qual consta desde os primeiros mapas datados do século XVII. Sabe-se que, assim como Cunani, o toponímico deriva da língua Aruaque, tendo relação com o curso d'água que banha a região.

## Geografia
De acordo com a divisão do Instituto Brasileiro de Geografia e Estatística vigente desde 2017, o município pertence às Regiões Geográficas Intermediária de Oiapoque-Porto Grande e Imediata de Oiapoque. Até então, com a vigência das divisões em microrregiões e mesorregiões, o município fazia parte da microrregião de Oiapoque, que por sua vez estava incluída na mesorregião do Norte do Amapá.
Seus limites são o oceano Atlântico a norte e leste, Amapá e Pracuuba a sudeste, Serra do Navio a oeste e Oiapoque a noroeste.

### Clima
Com um clima equatorial (Af, segundo a classificação climática de Köppen-Geiger) e localização próxima à linha do Equador, Calçoene é a cidade mais chuvosa no Brasil, com uma precipitação média anual de 4.165 mm, sendo que em 2000 foram registrados quase 7.000 mm de chuva. Comparativamente chove 3 vezes mais neste município do que em todo município de São Paulo. Entre janeiro e junho foram registradas uma média de 25 dias de chuvas por mês; o que significa que chove praticamente todos os dias.

## Organização politico-administrativa
O Município de Calçoene possui uma estrutura politico-administrativa composta pelo Poder Executivo, chefiado por um prefeito eleito por sufrágio universal, auxiliado diretamente por secretários municipais nomeados por ele, e pelo Poder Legislativo, institucionalizado pela Câmara Municipal de Calçoene, órgão colegiado de representação dos munícipes que é composto por vereadores também eleitos por sufrágio universal.

### Atuais autoridades municipais de Calçoene
- Prefeito: Antonio de Sousa Pinto "Toim" - PL (2024/-)[17][2][18]
- Vice-prefeito: vago.[2]
- Presidente da Câmara: Gibson Costa - UB (2023/-).[19]

## Economia
As principais atividades produtivas do município são a agropecuária, a silvicultura e a mineração de ouro.
No setor primário utiliza-se a cultura da mandioca, a criação de gado (bovino, bubalino e suíno), bem como a pesca e o artesanato.
No setor terciário existem algumas marcenarias, hotéis e cartório de registro. Os funcionários públicos são os que mais contribuem para a economia do município.

## Infraestrutura

### Transportes

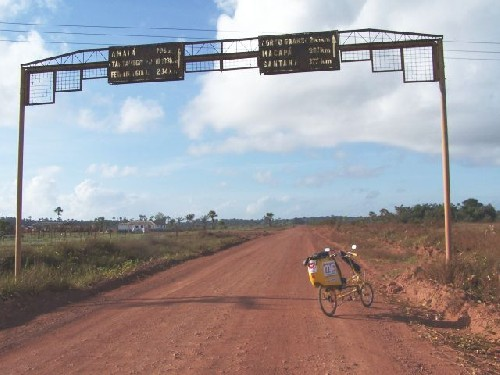
Estrada que liga Calçoene a Macapá.

Calçoene é último ponto de parada com infraestrutura de serviços de qualidade até Oiapoque e fica a 356 quilômetros de Macapá pela BR-156. A rodovia é asfaltada até Calçoene. Até Oiapoque, são mais 200 km de estrada de terra e apenas cerca de 56 km novamente asfaltados.

### Educação
Dentre os projetos do Plano de Desenvolvimento da Educação, vinculado ao Ministério da Educação, executado pelo INEP, Instituto Nacional de Estudos e Pesquisas Educacionais Anísio Teixeira, na Região Norte, Estado do Amapá, as Escolas Públicas Urbanas estabelecidas no município obtiveram os seguintes IDEB (Índice de Desenvolvimento da Educação Básica), em 2005:
| IDEB, escola e ranking estadual | IDEB, escola e ranking estadual             | IDEB, escola e ranking estadual |
| ------------------------------- | ------------------------------------------- | ------------------------------- |
| Nota                            | Escola                                      | Ranking                         |
| 3,5                             | Escola estadual José Rodrigues Cordeiro     | 35.º                            |
| 3,0                             | Escola estadual Amaro Brasilino de F. Filho | 94.º                            |
| 3,0                             | Escola municipal Nelma Suely Barata Alves   | 95.º                            |

## Atrações turísticas
Parque Arqueológico do Solstício

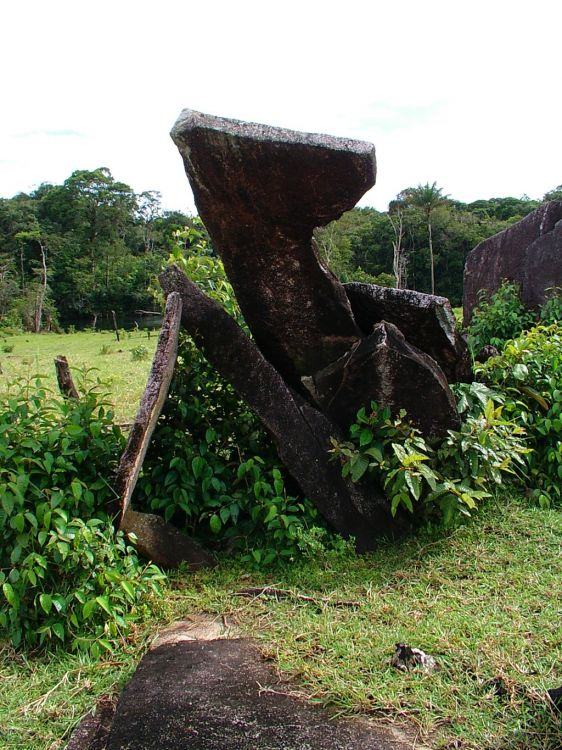
A 'Stonehenge' brasileira, em Calçoene.

No local existe um círculo de pedras, que se supõe construído como um antigo observatório indígena. Tem 30 metros de diâmetro, com pedras de granito com até 4 metros de comprimento. Semelhante ao encontrado na Guiana Francesa que tem 2.000 anos de idade. O círculo de Calçoene apelidado de "Stonehenge do Amapá", se referindo ao Stonehenge da Inglaterra.
As escavações no local por arqueólogos estão sendo feitas a partir de 2006 e por isso ainda não se tem prova que realmente seja um observatório. O local já era conhecido da comunidade científica desde 1950.
Praia do Goiabal
A 14 km de distância do centro, através de uma estrada de terra precária, chega-se a quase intocada praia do Goiabal, banhada pelo Oceano Atlântico. Os poucos habitantes do município são os principais frequentadores. Apesar de barrenta em seus primeiros 150 metros, a água é salgada. A praia tem aproximadamente 70 km de extensão.